# Лая (приток Тагила)
Лая — река в Свердловской области России, в Горноуральском городском округе. Длина реки — 29 км. Площадь водосборного бассейна — 140 км².
Течёт к северу от города Нижнего Тагила, в пригороде. Протекает через село Малая Лая, через село Лая, образуя на его территории два небольших водохранилища: Лайский Верхний и Лайский Нижний пруды, разделённые между собой плотиной и самим селом, образованные при строительстве Лайских заводов.
Впадает в реку Тагил в 273 км по левому берегу, у северной границы города Нижнего Тагила. Высота устья — 171 м над уровнем моря.

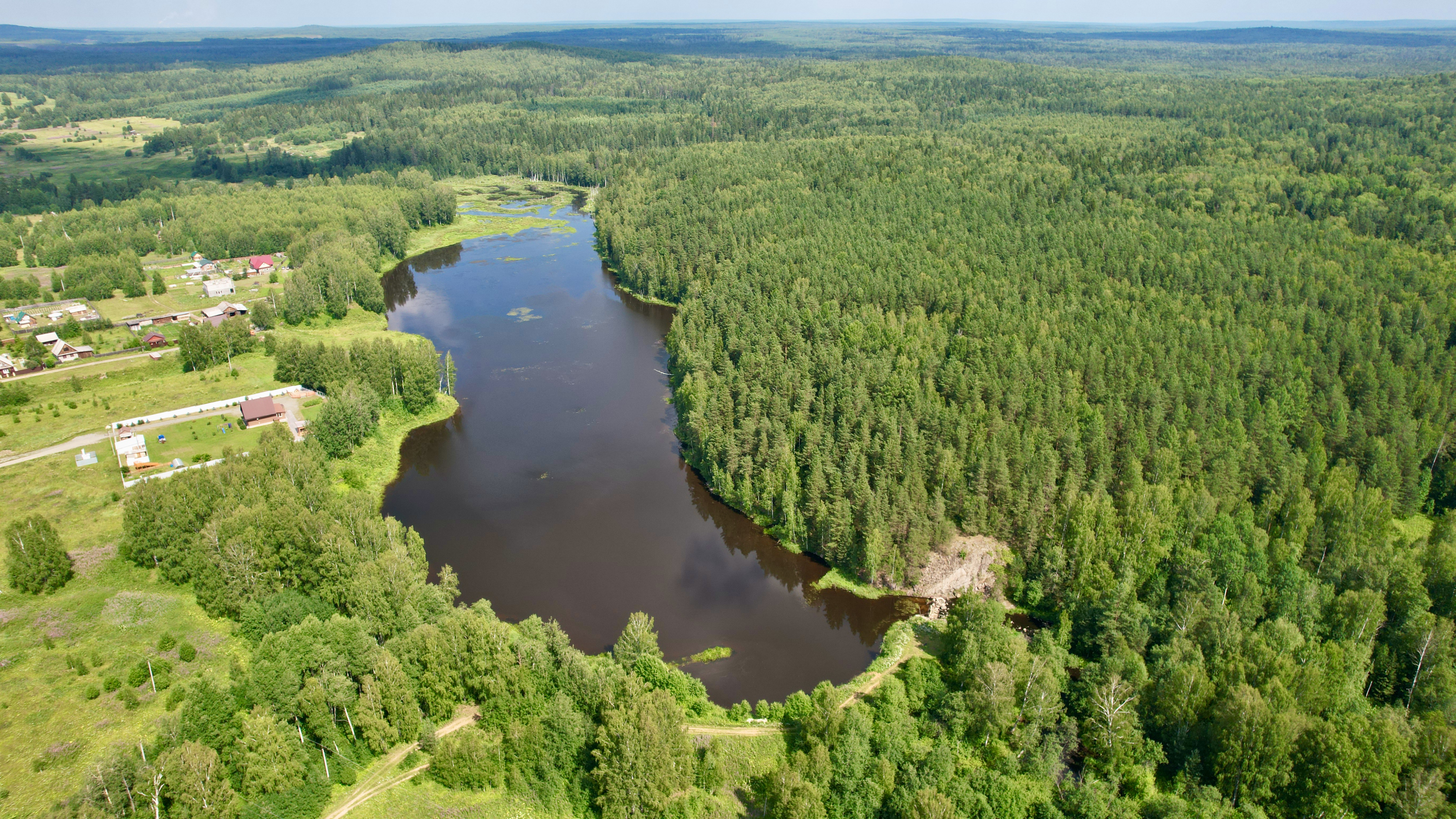
Пруд в Малой Лае
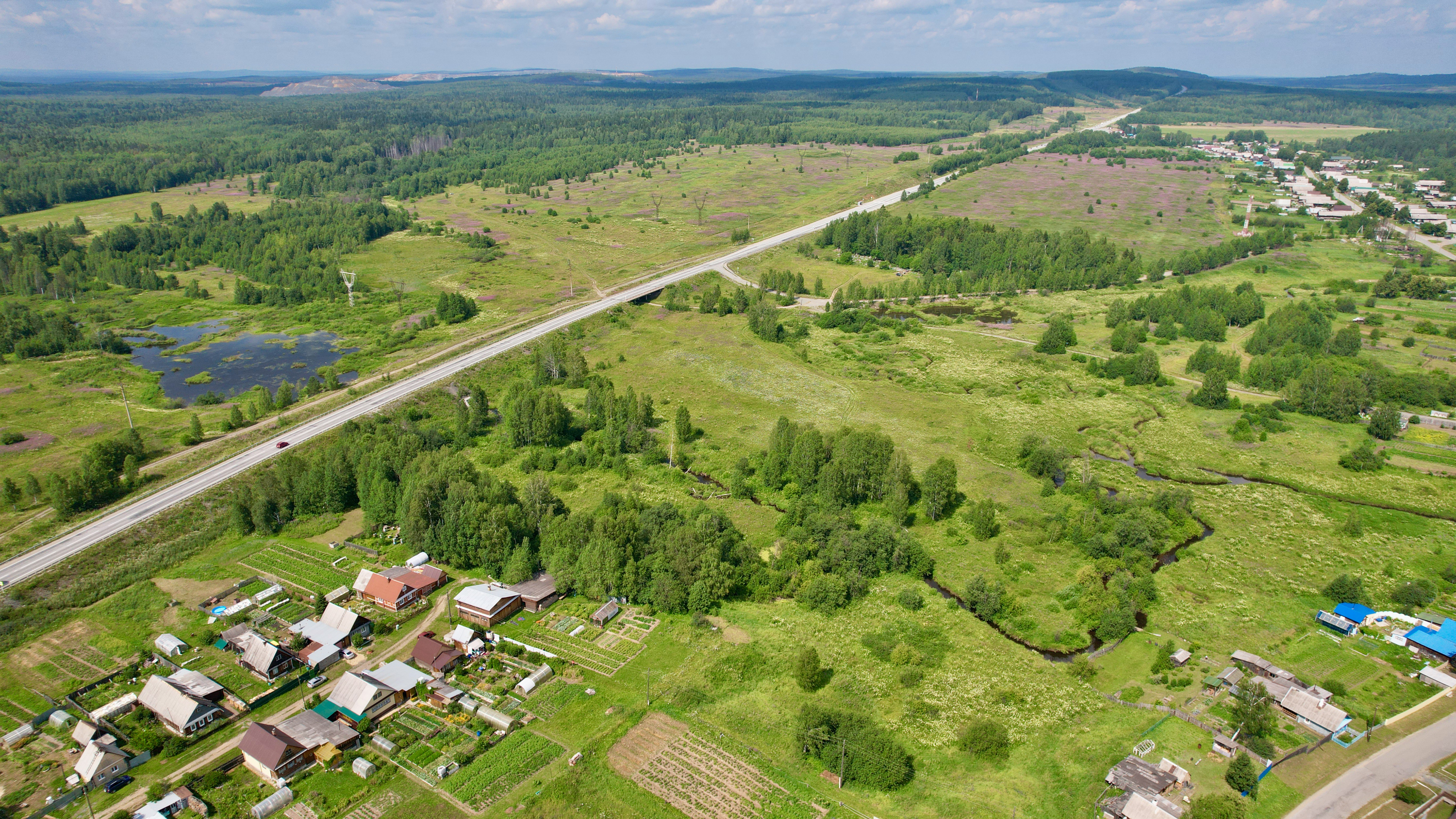
Под автодорогой Екатеринбург — Серов
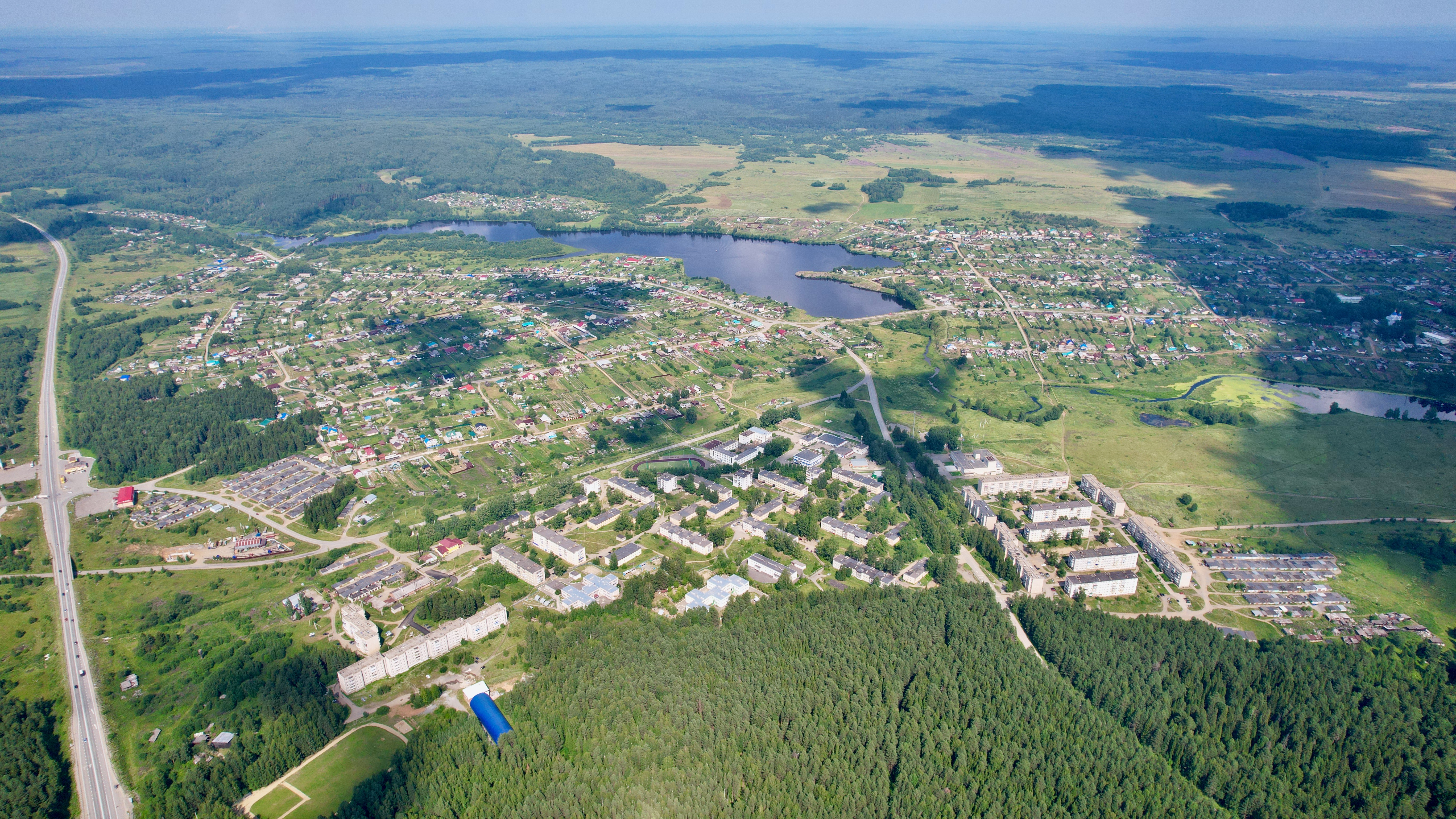
Верхний пруд в Горноуральском